# Secretaris-generaal van de Communistische Partij van de Sovjet-Unie
De secretaris-generaal van het Centraal Comité van de Communistische Partij van de Sovjet-Unie (Russisch: Генеральный секретарь ЦК КПСС, Generalniij sekretar TSK KPSS) was de hoogste functionaris binnen die partij en de facto leider van Sovjet-Unie. Van 1953 tot 1966 werd hij eerste secretaris van het Centraal Comité van de Communistische Partij van de Sovjet-Unie genoemd.
De functie van secretaris-generaal werd in 1922 in opdracht van Vladimir Lenin gecreëerd om het Secretariaat van de Russische Communistische Partij (voorloper van de CPSU) te leiden. Stalin werd gekozen tot eerste secretaris-generaal (3 april 1922). Aanvankelijk ging het om een administratieve functie: de secretaris-generaal en het Secretariaat gingen over de uitvoering van beslissingen van het Politbureau, maar ook over kandidaatstellingen van personen op bestuurlijke of partijposten en over lidmaatschappen en royementen van partijleden. Maar via deze louter administratieve functie was Stalin - zeker sinds Lenins ziekte - wel in staat zijn macht over de partij zodanig uit te bouwen dat hij na de dood van Lenin (1924) de machtigste persoon in de partij werd en na 1929 van het land. Via zijn post als secretaris-generaal wist Stalin personen die hem niet welgevallig waren te verwijderen van belangrijke posten, maar ook personen die hem welwillend waren te kandideren voor belangrijke posten.
Na het overlijden van Stalin op 5 maart 1953 was er tijdelijk geen secretaris-generaal. Georgi Malenkov, de nieuwe premier, werd in het Secretariaat van de partij gekozen en tot eerste secretaris aangesteld. Nikita Chroesjtsjov, die reeds sinds 1949 lid was van het Secretariaat werd hierbij voorbijgestreefd. Op 14 maart 1953 werd Malenkov echter alweer uit het Secretariaat gezet en werd Chroesjtsjov eerste secretaris van het Centraal Comité (en dus zowel leider van het Politbureau als voorzitter van het Secretariaat). Leonid Brezjnev, een lid van het Secretariaat, greep in oktober 1964 de macht en schoof Chroesjtsjov terzijde. Hij wist het voor elkaar te krijgen om tot eerste secretaris te worden gekozen. In 1966 werd het ambt van secretaris-generaal hersteld. Brezjnevs opvolgers, Andropov, Tsjernenko en Gorbatsjov waren allen eerste plaatsvervangende secretarissen-generaal voordat ze secretaris-generaal van de CPSU werden.
Gorbatsjovs perestrojka en glasnost verzwakten de macht van de partij in zijn geheel en vergrootte de macht van de staat. In maart 1990 werd de leidende rol van de CPSU afgeschaft en werd de invloed van de secretaris-generaal teruggebracht tot haar oorspronkelijke doel: een louter administratieve functie. Ook werd het eenpartijstelsel afgeschaft. In juni 1990 werd het secretaris-generaalschap van de CPSU losgekoppeld van het eerste secretarisschap van de Communistische Partij van de Russische Socialistische Federatieve Sovjetrepubliek. Na de augustuscoup van 1991 trad Gorbatsjov als secretaris-generaal van de CPSU af. Zijn opvolger Volodymyr Ivasjko was slechts vijf dagen secretaris-generaal: op 29 augustus 1991 verbood de Opperste Sovjet de activiteiten van de CPSU.

## Secretaris-generaal (1922–1991)
| Nr.   | Secretaris-Generaal Генеральный секретарь | Secretaris-Generaal Генеральный секретарь | Secretaris-Generaal Генеральный секретарь             | Ambtstermijn      | Ambtstermijn      | Anciënniteit | Leeftijd | Overige functie(s)                       |
| ----- | ----------------------------------------- | ----------------------------------------- | ----------------------------------------------------- | ----------------- | ----------------- | ------------ | -------- | ---------------------------------------- |
| 1     |                                           | Jozef Stalin                              | Jozef Stalin Иосиф Сталин (1878–1953)                 | 3 april 1922      | 5 maart 1953      | 30 jaar      | 43–74    | Premier (1941–1953)                      |
| Nr.   | Eerste Secretaris Первый секретарь        | Eerste Secretaris Первый секретарь        | Eerste Secretaris Первый секретарь                    | Ambtstermijn      | Ambtstermijn      | Anciënniteit | Leeftijd | Overige functie(s)                       |
| 2     |                                           | Georgi Malenkov                           | Georgi Malenkov Гео́ргий Маленко́в (1902–1988)          | 6 maart 1953      | 14 september 1953 | 0 jaar       | 51       | Premier (1953–1955)                      |
| 3     |                                           | Nikita Chroesjtsjov                       | Nikita Chroesjtsjov Никита Хрущёв (1894–1971)         | 14 september 1953 | 14 oktober 1964   | 11 jaar      | 59–70    | Premier (1958–1964)                      |
| 4     |                                           | Leonid Brezjnev                           | Leonid Brezjnev Леонид Брежнев (1906–1982)            | 14 oktober 1964   | 8 april 1966      | 1 jaar       | 57–75    |                                          |
| Nr.   | Secretaris-Generaal Генеральный секретарь | Secretaris-Generaal Генеральный секретарь | Secretaris-Generaal Генеральный секретарь             | Ambtstermijn      | Ambtstermijn      | Anciënniteit | Leeftijd | Overige functie(s)                       |
| (4)   |                                           | Leonid Brezjnev                           | Leonid Brezjnev Леонид Брежнев (1906–1982)            | 8 april 1966      | 10 november 1982  | 16 jaar      | 57–75    | Voorzitter van het Presidium (1977–1982) |
| 5     |                                           | Joeri Andropov                            | Joeri Andropov Юрий Андропов (1914–1984)              | 12 november 1982  | 9 februari 1984   | 1 jaar       | 68–69    | Voorzitter van het Presidium (1983–1984) |
| 6     |                                           | Konstantin Tsjernenko                     | Konstantin Tsjernenko Константин Черненко (1911–1985) | 13 februari 1984  | 10 maart 1985     | 1 jaar       | 72–73    | Voorzitter van het Presidium (1984–1985) |
| 7     |                                           | Michail Gorbatsjov                        | Michail Gorbatsjov Михаил Горбачёв (1931–2022)        | 11 maart 1985     | 24 augustus 1991  | 6 jaar       | 54–60    | Voorzitter van het Presidium (1988–1990) |
| 7     | President van de Sovjet-Unie (1990–1991)  | Michail Gorbatsjov                        | Michail Gorbatsjov Михаил Горбачёв (1931–2022)        | 11 maart 1985     | 24 augustus 1991  | 6 jaar       | 54–60    |                                          |
| [ 7 ] |                                           | Volodymyr Ivasjko                         | Volodymyr Ivasjko Владимир Ивашко (1932–1994)         | 24 augustus 1991  | 29 augustus 1991  | 0 jaar       |          |                                          |

## Verwijzingen
1. ↑  De secretaris-generaal was altijd lid van het Politbureau. Ofschoon het Politbureau geen officiële voorzitter kende, mag men aannemen dat de secretaris-generaal de vergadering voorzat.
2. ↑  Zowel Andropov en Tsjernenko waren tijdens hun korte secretaris-generaalschap veel ziek en konden daarom niet altijd de partij leiden.
3. ↑  Het betekende niet dat wanneer iemand eerste plaatsvervangend secretaris-generaal was, hij dan automatisch opvolger werd van de zittende secretaris-generaal.
4. 1 2 3 4  Overleden tijdens ambtstermijn
5. 1 2 3  Afgetreden
6. ↑  Afgezet
7. ↑  Waarnemend